# Adam Stanisław Grabowski

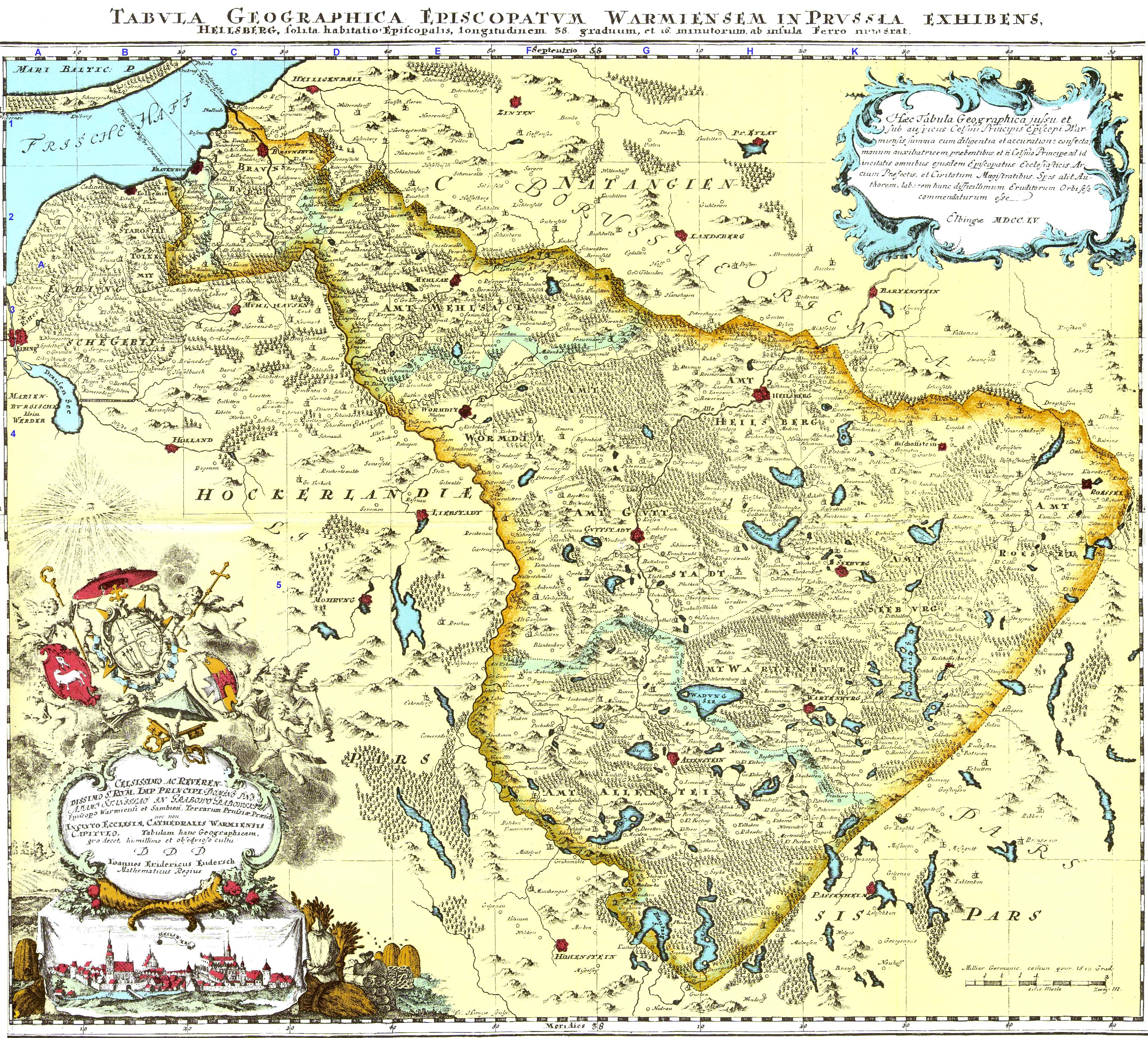
Mapa Świętej Warmii wykonana na zlecenie biskupa Grabowskiego w 1755 roku. W lewym dolnym rogu widnieje jego herb.

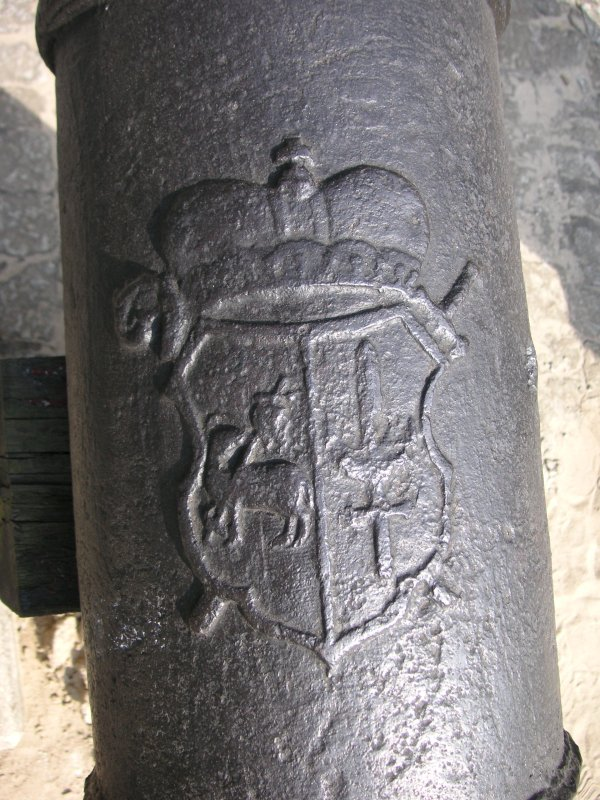
Herb Grabowskiego na lufie działa

Adam Stanisław Grabowski herbu Zbiświcz
(ur. 3 września 1698 w Wielkim Buczku koło Debrzna, zm. 15 grudnia 1766 w Lidzbarku Warmińskim) – biskup chełmiński w latach 1736–1739, biskup kujawski 1739–1741, biskup warmiński 1741–1766, przedstawiciel dyplomatyczny Rzeczypospolitej w Państwie Kościelnym w latach 1734–1736, komisarz królewski, kapelan maltański (w zakonie po 1724 roku).

## Życiorys

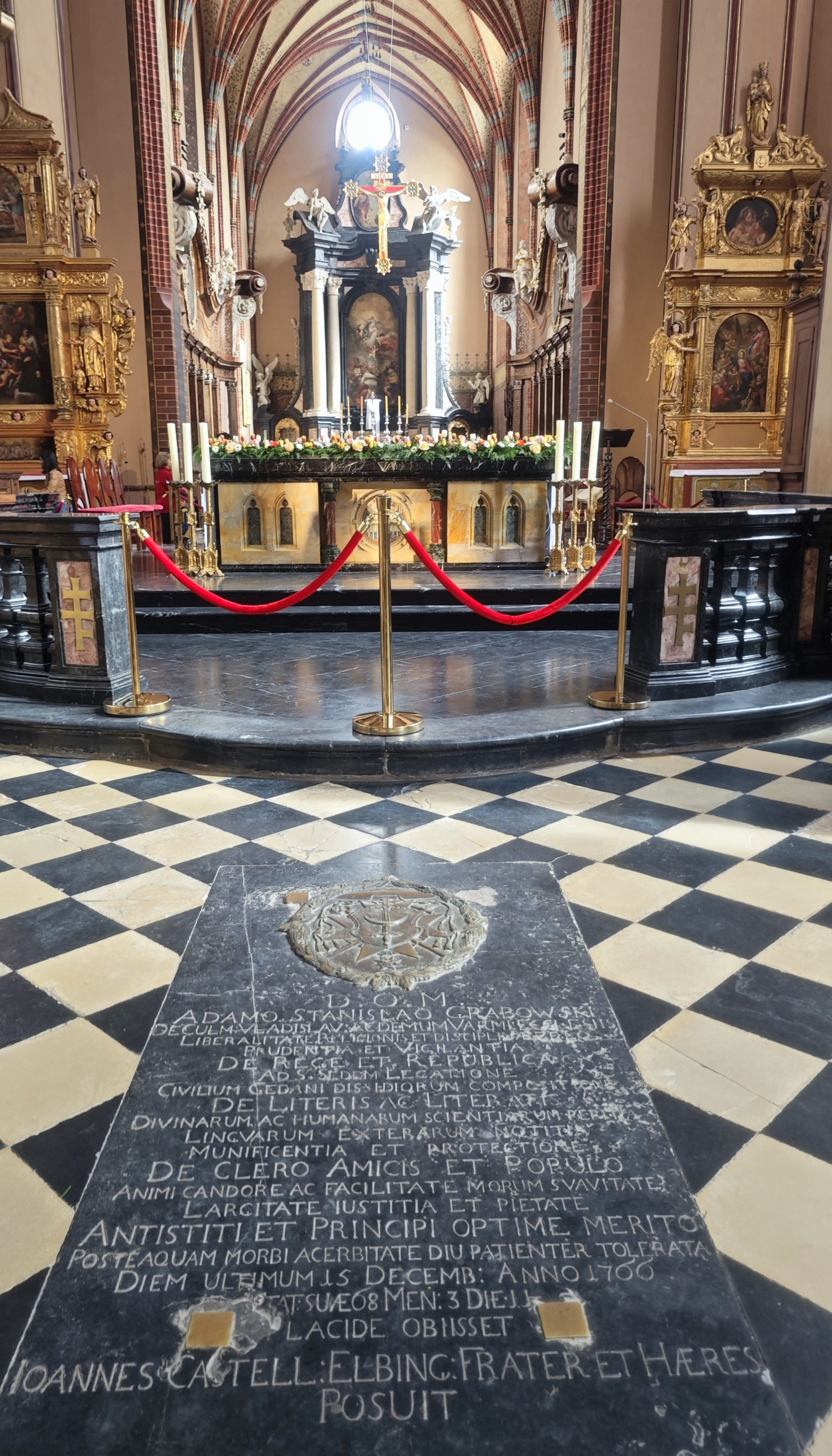
Grób w katedrze we Fromborku

Był synem człuchowskiego sędziego ziemskiego, a następnie kasztelana chełmińskiego Andrzeja Teodora i Barbary Zofii z domu von Kleist. Początkowo kształcił się w szkołach jezuickich w Chojnicach i Toruniu, a następnie studiował prawo w Rzymie. Przez pewien czas był pisarzem sądowym w Skarszewach. W 1730 przyjął święcenia kapłańskie, a jako zaufany współpracownik kanclerza Jana Aleksandra Lipskiego gromadził szybko intratne beneficja. Uzyskał kanonię lwowską, włocławską oraz dziekanię chełmińską oraz probostwa w Jaworowie, Skaryszewach i Tujce. W 1733 został biskupem pomocniczym poznańskim. Sakrę biskupia otrzymał 18 sierpnia 1733. Podczas bezkrólewia 1733-1734 poparł Augusta III, biorąc potem udział w jego koronacji. W 1734 zabiegał o pozyskanie szlachty Prus Królewskich dla Augusta III, a następnie był posłem króla w Rzymie, gdzie uzyskał poparcie papieża Klemensa XIII dla elekcji Augusta III.
Nagrodą za misję rzymską była w 26 września 1736 nominacja na diecezję chełmińską. Do Polski wrócił w 1737. 15 lipca 1739 został przeniesiony na bardziej intratną diecezję kujawską. Brał czynny udział w sejmach 1738 i 1740. 14 kwietnia 1741 prekonizowany na biskupa warmińskiego. Był związany z Familią Czartoryskich i realizował w Prusach politykę dworu polegającą na blokowaniu sejmików generalnych. W latach 1743–1744 był prezydentem trybunału skarbowego w Radomiu. W mowie na sejmie grodzieńskim 1744 uzależniał aukcję wojska od poprawy stanu gospodarczego kraju. Brał udział w sejmach 1746 i 1748. W 1749 był komisarzem królewskim w Gdańsku, gdzie m.in. rozstrzygał spory między Radą a opozycją mieszczańską. Od 1746 przewodniczył komisji zajmującej się odbudową szpicy montowskiej, rozdzielającej nurt Wisły między Nogat a Leniwkę. W czasie wojny siedmioletniej wspierał finansowo Augusta III i usiłował chronić Warmię przed przemarszami wojsk. Wobec coraz większego konfliktu między Czartoryskimi a dworem, opowiedział się po stronie monarchy i stopniowo wycofywał się z polityki, zachowując neutralność w sporze tzw. patriotów pruskich z wojewodą pomorskim Pawłem Mostowskim. Podczas bezkrólewia 1763-1764 uznał Stanisława Augusta. W 1765 sprzedał swój pałac w Warszawie na mennicę państwową. Na prośbę Stanisława Augusta, przyjął w 1766 Ignacego Krasickiego na swojego koadiutora z prawem następstwa.
Podczas swych rządów na Warmii Grabowski jako pierwszy w używał paliusza i krzyża metropolitalnego – przyznanych bullą papieża Benedykta XIV z dnia 24 września 1742. Biskup Grabowski był dobrym gospodarzem i mecenasem sztuki. W 1748 na zjeździe miast doprowadził do rewizji taryfy podatkowej z 1718 i bardziej równomiernego rozłożenia ciężarów fiskalnych. Na zjeździe stanów warmińskich w Ornecie 4 lipca 1766 wydał ordynację krajową – zbiór praw regulujących życie codzienne mieszkańców Warmii w zakresie rolnictwa, handlu i rzemiosła. Ordynacja była uzgadniana z kapitułą warmińską. W zakresie kartografii i melioracji współpracował z Janem Suchodolcem, synem brata polskiego osiadłego w Starej Różance koło Kętrzyna. Z inicjatywy Grabowskiego kaplica na zamku lidzbarskim otrzymała wystrój rokokowy, a na wschodnim skrzydle przedzamcza pojawił się nowy obiekt, zwany pałacem Grabowskiego. Grabowski był też fundatorem kościoła we Franknowie, finansował przebudowę kościołów w Lamkowie, Bisztynku i Królewcu oraz ufundował ołtarze główne m.in. dla kolegiaty w Dobrym Mieście, kościoła św. Mikołaja w Elblągu oraz katedry we Fromborku. Grabowski odrestaurował także letnią rezydencję biskupów w Smolajnach. Wspierał finansowo inicjatywy Konarskiego i Collegium Nobilium. Utrzymywał bliskie kontakty z uczonymi, m.in. J. D. Janockim. Przekazał Gotfrydowi Lengnichowi do druku odnaleziony przez siebie rękopis z 1426 kroniki Kadłubka i tzw. heilsberski rękopis Galla Anonima. Dzięki Grabowskiemu wydana została mapa diecezji sporządzona przez J.F. Enderscha (Mapa Świętej Warmii). Sam zajmował się historią sztuki; zgromadził obszerny księgozbiór oraz kolekcję rzeźb, obrazów i porcelany. Był przedstawicielem wczesnego oświecenia katolickiego.
W 1740 odznaczony Orderem Orła Białego. Został pochowany w katedrze we Fromborku.